# Harper Williams
Harper Williams (de son vrai nom Harper Terry Williams) est un joueur américain de basket-ball, né le 25 mai 1971 à Bridgeport (Connecticut).

## Biographie
Pivot de petite taille (2,00 m) mais excellent rebondeur, il est sorti de l'université du Massachusetts en 1993.
Non drafté en NBA, il a aussitôt commencé son parcours professionnel en Espagne, où il a passé l'essentiel de sa carrière. Harper Williams a également joué une saison en France (1999-2000), au CSP Limoges, remportant le Championnat de France, la Coupe de France et la Coupe Korać.

## Clubs
- 1989-1993: Université du Massachusetts à Amherst (NCAA)
- 1993-1994: León (Liga ACB)
- 1994-1995: Estudiantes Madrid (Liga ACB)
- 1995-1996: TDK Manresa (Liga ACB)
- 1996-1997: Estudiantes Madrid (Liga ACB)
- 1997-1999: León (Liga ACB)
- 1999-2000: CSP Limoges (LNB)
- 2000-2001: Panionios Athènes (ESAKE)
- 2001-2002: Imola (LegA)
- 2002-2005: Ricoh Manresa (Liga ACB)
- 2005-2006: Gran Canaria (Liga ACB)
- 2006-2007: Leite Río Breogán (LEB)
- 2007-2009: Caceres (LEB de Oro)

## Palmarès
- 1995-1996: Vainqueur de la Coupe du Roi avec le TDK Manresa
- 1999-2000: Vainqueur du Championnat de France avec le CSP Limoges
- 1999-2000: Vainqueur de la Coupe de France avec le CSP Limoges
- 1999-2000: Vainqueur de la Coupe Korać avec le CSP Limoges

## All-Star Game
- 1993-1994: Participe au concours de dunk All-Star Game européen
- 1999-2000: Participe au LNB All-Star saison (Nancy)

## Nominations
- 1991-1992: Meilleur joueur de la conférence Atlantic NCAA
- 1993: Drafté au deuxième tour (29e choix) par Colombus (CBA)
- 2006: Membre du Hall of Fame de l’Université du Massachusetts